# Драм Појнт (Мериленд)
Драм Појнт (енгл. Drum Point) насељено је место без административног статуса у америчкој савезној држави Мериленд.

## Демографија
По попису из 2010. године број становника је 2.731.
| Група             | 2000.    | 2010.         |
| Белци             | 0 (0,0%) | 2.312 (84,7%) |
| Афроамериканци    | 0 (0,0%) | 217 (7,9%)    |
| Азијати           | 0 (0,0%) | 35 (1,3%)     |
| Хиспаноамериканци | 0 (0,0%) | 89 (3,3%)     |
| Укупно            | 0        | 2.731         |